# Liberato Esposito
Liberato Esposito (Torre del Greco, 16 gennaio 1946 – Torre del Greco, 10 agosto 2025) è stato un arbitro di calcio italiano.

## Biografia
Esposito inizia l'attività di arbitro nel 1964 nei campionati dilettanti campani, venendo promosso alla C.A.N. di Serie C1 e Serie C2 nel 1976.
Nel 1980 inizia ad arbitrare in Serie B, esordendo nel campionato cadetto a Lecce il 3 febbraio 1980, nell'incontro Lecce-Palermo (0-0). Nella seconda divisione dirige per otto stagioni, sommando in tutto 74 presenze.
Debutta in Serie A nella partita Udinese-Catanzaro (2-1) del 1º maggio 1983. Nell'arco di due anni arbitra 7 incontri nella massima serie, l'ultimo dei quali è stato Verona-Como (0-0) del 5 maggio 1985.
Al termine dell'attività di arbitro, dal 1989 al 1993 è stato vice presidente della CAN D, dal 1993 al 1997 della CAN C.
Nel maggio 1991 è stato insignito della medaglia di bronzo, e nell'anno 2000 da quella d'argento, al merito sportivo dal C.O.N.I.. Nel giugno 1993 ha ricevuto il titolo di Cavaliere della Repubblica Italiana.